# هانا هوراکووا
هانا هوراکووا (چکی: Hana Horáková؛ زادهٔ ۱۱ سپتامبر ۱۹۷۹) بازیکن بسکتبال زن اهل جمهوری چک است.
وی در مسابقات کشوری و بین‌المللی در مجموع برندهٔ ۱ مدال طلا، ۲ مدال نقره شده‌است.